# Museo Nacional de los Correos
El Museo Nacional de los Correos (en portugués Museu Nacional dos Correios) es un museo postal, telegráfico y filatélico brasileño creado el 26 de febrero de 1889 y localizado en Brasilia.

## Historia

### Museo Postal
Luiz Betim Paes Leme, que estuvo al frente de la Dirección General de Correos entre 1882 y 1891, fue el impulsor de la Biblioteca Postal, inaugurada el 26 de marzo de 1888. Al año siguiente, se abrió el Museo Postal, el 26 de febrero de 1889, conforme a Portaría nº 119.

### Museo Telegráfico
Si el Museo Postal fue ampliamente documentado, con portaría de creación y citado en los Informes Anuales de Correios, el mismo no se puede decir del Museo de Telégrafos. Sin embargo, sabemos de su existencia debido a las fotografías pertenecientes al acervo iconográfico del Museo Nacional dos Correios, que registran dos salas destinadas a la preservación y exhibición de aparatos telegráficos, fragmentos de cabos submarinos, isoladores, entre otros ítems, que servían de experimentos para los nuevos empleados de Telégrafos.

### Museo Postal-Telegráfico y Museo Filatélico
En 12 de diciembre de 1931 hubo un cambio drástico en los servicios postales y telegráficos en Brasil, motivado por la crisis de las dos instituciones hasta entonces existentes. Como medida de recuperación de los servicios prestados, fue creado el Departamento de Correos y Telégrafos (DCT). En ese momento, fue creado también el Museo Postal-Telegráfico, que quedó bajo la responsabilidad del Servicio de Comunicaciones de la Dirección General, conocido como SCO-DG. Importa destacar que la creación del Museo Postal-Telegráfico fue objeto del mismo Decreto que creó el DCT.
Localizado, a principio, en la Sala de la Biblioteca, el museo hasta 1934 no tenía espacio definido hasta su transferencia para el edificio de la Escuela de Perfeccionamiento del DCT y quedó instalado en el segundo andar del edificio de la Sucursal de la Tijuca, localizada en la Calle Conde de Bonfim, Río de Janeiro.

### Del Museo Postal y Telegráfico al Museo Nacional de los Correos
Después de la extinción del DCT y la creación de la Empresa Brasileña de Correos y Telégrafos, por Decreto de 20 de marzo de 1969, fue firmada en el
inicio de los años 1970 una portaría en el sentido de crear un Grupo de Trabajo para organización de un nuevo museo, el Museo Postal y Telegráfico, que fue inaugurado en Brasilia en 15 de enero de 1980, iniciando un nuevo capítulo en la historia de los acervos históricos reunidos inicialmente el siglo XIX.     
Ese museo estuvo abierto al público hasta 2001, cuando cerró para reformas, teniendo todo su acervo transferido para el campus de la Universidad Corporativa de los Correos. Reabierto sólo en 25 de enero de 2012, en modernas instalaciones, con el nombre de Museo Nacional de los Correos, es heredero de parte desales acervos históricos y centro de un proyecto de memoria institucional mucho más amplio, que se preocupa no sólo con las piezas localizadas en Brasilia, pero con la preservación del día a día de la empresa en sus múltiples aspectos, en una visión que busca restablecer aquella misma que, en 1889, presidió la creación del antiguo Museo Postal.

## Edificio
El edificio posee 7 pisos, siendo cinco dedicados la exposiciones, así como un auditorio con capacidad para 90 personas, vuelto a shows de música y piezas teatrales, además de muestras de Cine. 

## Cuerpo técnico
El equipo multidisciplinar trabaja para catalogar, organizar y conservar sellos, documentos, manuscritos, libros, equipamientos y piezas de las más diversas naturalezas. Las exposiciones propias colocan a los ojos del público verdaderos tesoros, aproximando la población de la historia de los Correos, de la evolución de los medios comunicacionales y del acervo filatélico.

## Acervos y misión
después de su reabertura en 2012, el Museo Correos tiene papel fundamental en el rescate y preservación de la historia de los Correos en Brasil. Heredó los esfuerzos del Museo Postal (1889),Museo de los Telégrafos (1906), Museo Postal-Telegráfico (1931). Actualmente el acervo posee más de un millón de piezas, en continua ampliación. La unidad tiene se destacado también en el escenario brasiliense con una programación variada y inclusiva, garantizando el acceso de estudiantes y del público en general las diversas manifestaciones culturales. En mayo de 2014, con la modernización de la marca Correos, el Museo Nacional de los Correos pasó a llamarse Museo Correos.
Edita la revista Postais - Revista del Museo de los Correos.